# Campionati mondiali di sollevamento pesi 1959
I Campionati mondiali di sollevamento pesi 1959, 35ª edizione della manifestazione, si svolsero a Varsavia dal 29 settembre al 4 ottobre 1959, e furono considerati validi anche come 41° campionati europei di sollevamento pesi.

## Titoli in palio
| Categoria            | Eventi         | Atleti |
| -------------------- | -------------- | ------ |
| Pesi gallo           | Fino a 56 kg   | 10     |
| Pesi piuma           | Fino a 60 kg   | 10     |
| Pesi leggeri         | Fino a 67.5 kg | 15     |
| Pesi medi            | Fino a 75 kg   | 11     |
| Pesi massimi leggeri | Fino a 82.5 kg | 14     |
| Pesi mediomassimi    | Fino a 90 kg   | 13     |
| Pesi massimi         | Oltre i 90 kg  | 12     |

## Nazioni partecipanti
Ai campionati parteciparono 85 atleti rappresentanti di 19 nazioni. Otto di queste entrarono nel medagliere. Tra parentesi i partecipanti per nazione.
- Austria (5)
- Bulgaria (7)
- Cecoslovacchia (4)
- Finlandia (5)
- Francia (5)
- Germania Est (3)
- Germania Ovest (4)
- Iran (7)
- Iraq (3)
- Italia (5)
- Marocco (1)
- Paesi Bassi (2)
- Polonia (7)
- Romania (5)
- Regno Unito (1)
- Stati Uniti (6)
- Svezia (1)
- Ungheria (7)
- Unione Sovietica (7)

## Risultati
| Evento      | Oro                  | Oro   | Argento            | Argento | Bronzo               | Bronzo |
| ----------- | -------------------- | ----- | ------------------ | ------- | -------------------- | ------ |
| 56 kg       | Vladimir Stogov      | 332,5 | Marian Jankowski   | 320,0   | Imre Földi           | 295,0  |
| 60 kg       | Marian Zieliński     | 365,0 | Isaac Berger       | 362,5   | Sebastiano Mannironi | 350,0  |
| 67,5 kg     | Viktor Bušuev        | 385,0 | Hakob Faraǰyan     | 370,0   | Abdul Wahid Aziz     | 362,5  |
| 75 kg       | Tommy Kono           | 425,0 | Fëdor Bogdanovskij | 417,5   | Jan Bochenek         | 392,5  |
| 82.5 kg     | Rudol'f Pljukfel'der | 457,5 | Ireneusz Paliński  | 432,5   | James George         | 417,5  |
| 90 kg       | Louis Martin         | 445,0 | Arkadij Vorob'ëv   | 445,0   | Czesław Białas       | 422,5  |
| Oltre 90 kg | Jurij Vlasov         | 500,0 | James Bradford     | 492,5   | Ivan Veselinov       | 455,0  |

## Medagliere
| Posiz. | Nazione          | Oro | Argento | Bronzo | Totale |
| ------ | ---------------- | --- | ------- | ------ | ------ |
| 1      | Unione Sovietica | 4   | 3       | 0      | 7      |
| 2      | Polonia          | 1   | 2       | 2      | 5      |
| 3      | Stati Uniti      | 1   | 2       | 1      | 4      |
| 4      | Regno Unito      | 1   | 0       | 0      | 1      |
| 5      | Bulgaria         | 0   | 0       | 1      | 1      |
| 5      | Iraq             | 0   | 0       | 1      | 1      |
| 5      | Italia           | 0   | 0       | 1      | 1      |
| 5      | Ungheria         | 0   | 0       | 1      | 1      |
| Totale | Totale           | 7   | 7       | 7      | 21     |

## Classifica a squadre
Il sistema di punteggio è basato sui punti distribuiti per l'esercizio totale in base allo schema adottato nel 1958:
| Pos. | Squadra          | Punti |
| ---- | ---------------- | ----- |
| 1    | Unione Sovietica | 43    |
| 2    | Polonia          | 29    |
| 3    | Stati Uniti      | 22    |
| 4    | Iran             | 10    |
| 5    | Bulgaria         | 7     |
| 5    | Finlandia        | 7     |
| 5    | Regno Unito      | 7     |
| 5    | Ungheria         | 7     |
| 9    | Iraq             | 6     |
| 9    | Italia           | 6     |
| 11   | Cecoslovacchia   | 4     |
| 12   | Romania          | 3     |
| 13   | Francia          | 2     |
| 14   | Germania Est     | 1     |